# Młoteczek (instrumentologia)

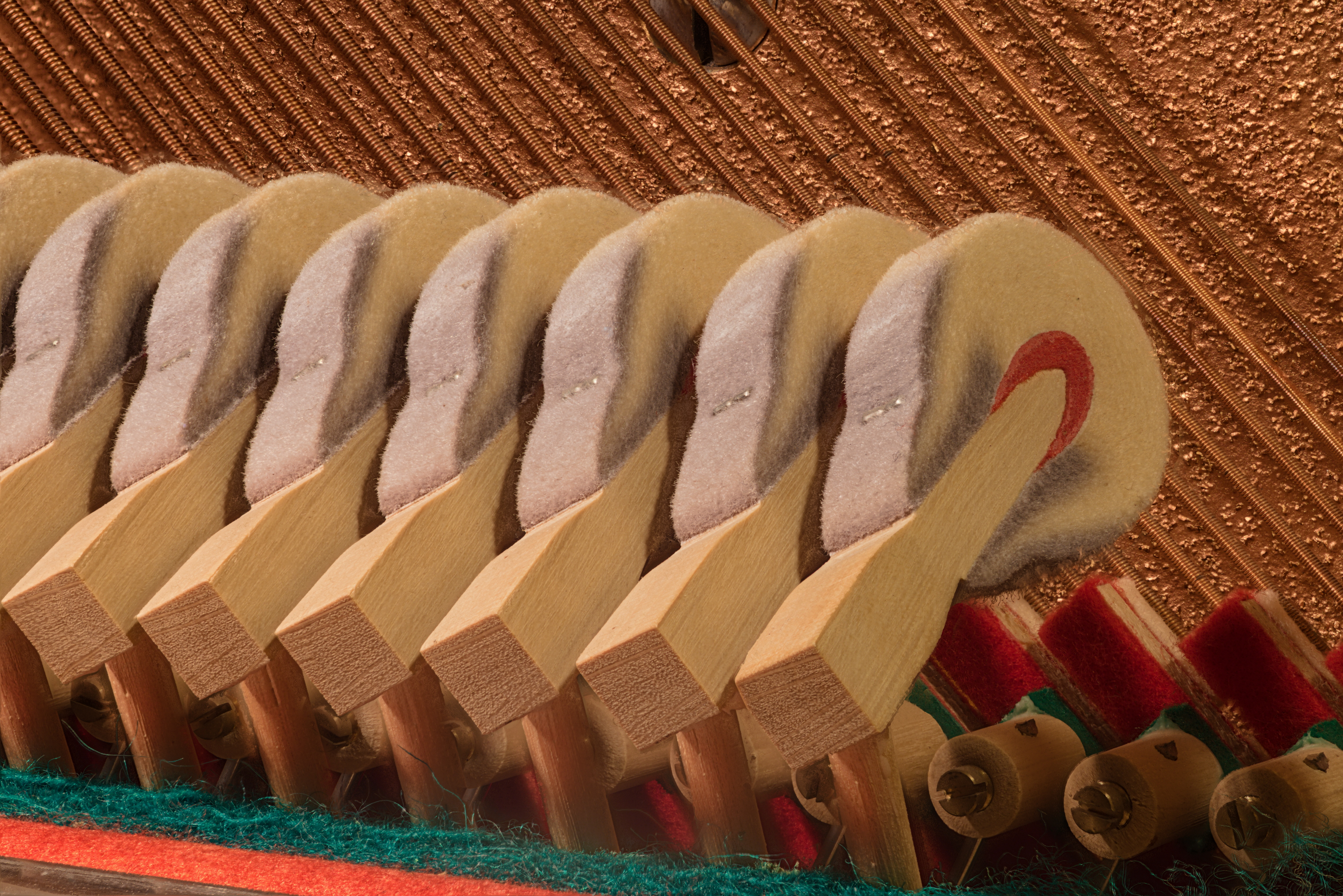
Główki młoteczków pianina

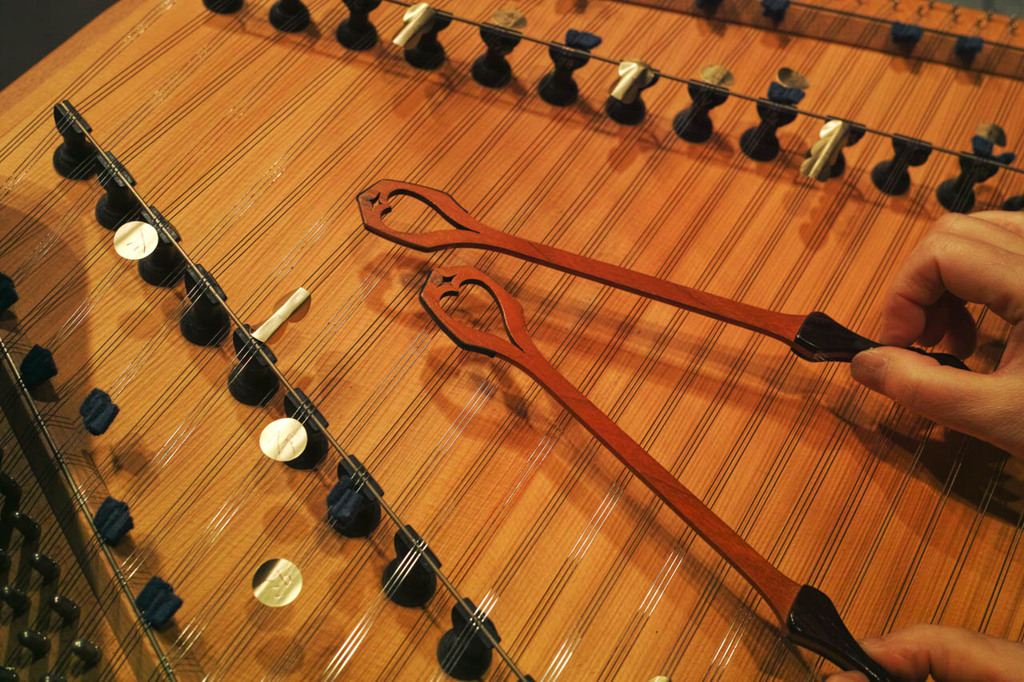
Jeden z rodzajów młoteczków cymbałowych

Młoteczek (niekiedy młotek) – przyrząd w mechanizmie młoteczkowym fortepianu służący do uderzania struny (jest incytatorem) i wydobywania z niej dźwięku. Jest jednoramienną, wykonaną z drewna dźwignią, której najważniejszy element – główka – obciągnięta jest warstwą filcu. Młoteczki strun basowych mają grubą warstwę filcu, młoteczki strun wiolinowych – cieńszą. Do połowy XIX główkę obszywano kilkoma warstwami skóry; okładzinę filcową wprowadził ok. 1839 Jean-Henri Pape. Kształt główki, jej twardość, sposób wykonania oraz stopień zużycia mają wpływ na barwę dźwięku uderzanej struny.
Młoteczek to również nazwa drewnianej pałeczki (palcatki) używanej do uderzania strun cymbałów.